# District historique de Fall River Pass
Ne doit pas être confondu avec District historique de Fall River Entrance.
Le district historique de Fall River Pass, ou Fall River Pass Historic District en anglais, est un district historique du comté de Larimer, dans le Colorado, aux États-Unis. Protégé au sein du parc national de Rocky Mountain, il est lui-même inscrit au Registre national des lieux historiques depuis le 10 décembre 2021.